# Logarytm binarny

Wykres logarytmu binarnego w kartezjańskim układzie współrzędnych

Logarytm binarny, logarytm dwójkowy – logarytm o podstawie równej 2, oznaczany {\displaystyle \log _{2},\operatorname {lb} } (zgodne z ISO) lub {\displaystyle \lg .} Ten ostatni zapis nie jest zgodny z ISO, gdyż jest zarezerwowany dla logarytmu dziesiętnego.
Logarytm dwójkowy jest szeroko stosowany w informatyce: {\displaystyle \log _{2}{x}} zaokrąglony w górę, to najmniejsza liczba bitów, w której można umieścić informację o liczbie możliwości {\displaystyle x.} Pojawia się w asymptotycznych ograniczeniach złożoności algorytmicznych, np. wtedy, kiedy algorytm korzysta ze struktury drzewa binarnego.